# Joseba Usabiaga
Joseba Usabiaga Amondarain (Tolosa, 4 de octubre de 1981) es un actor español inicialmente conocido por su papel como Tximista en la teleserie vasca Goenkale, en lengua vasca, y posteriormente con una proyección mayor gracias a su protagonismo en la película Handia ganadora de 10 premios Goya .

## Biografía
Junto a su aparición durante una década (entre 2001 y 2011) en la teleserie vasca Goenkale, su trabajo como actor se ha desarrollado principalmente en el campo del teatro, aunque también ha sido cantante en un grupo musical (Konbenio del Metal) y hecho otras colaboraciones.
Dentro del campo el teatro, entre otros campos, ha desarrollado una gran actividad como cómico. En 2017 comenzó en el proyecto de circo de su amigo Iker Galartza «Gure Zirkua», girando por el País Vasco y agotando todas las funciones en todas sus giras.

## Filmografía

### Cine
| Año  | Título                          | Personaje        | Director                  |
| ---- | ------------------------------- | ---------------- | ------------------------- |
| 2015 | Pikadero                        | Gorka            | Ben Sharrock              |
| 2017 | Handia                          | Martin Eleizegi  | Jon Garaño y Aitor Arregi |
| 2019 | El silencio de la ciudad blanca | Sergio           | Daniel Calparsoro         |
| 2020 | Nora                            | Ander            | Lara Izagirre             |
| 2022 | El Vasco                        |                  | Jabi Elortegi             |
| 2024 | Ombuaren itzala                 | Pedro Mari Otaño | Patxi Bisquert            |

### Televisión
| Año         | Título                    | Rol      | Canal              | Notas             |
| ----------- | ------------------------- | -------- | ------------------ | ----------------- |
| 2001 - 2011 | Goenkale                  | Tximista | ETB1               | Elenco principal  |
| 2018        | Allí abajo                | Extra    | Antena 3           | 1 episodio        |
| 2020        | La línea invisible        | Hombre   | Movistar+          | 1 episodio        |
| 2021-2023   | El internado: Las Cumbres | Luis     | Amazon Prime Video | Elenco secundario |

## Teatro
- 2006-2008: Erreleboa (Relebo) con Iker Galartza.
- 2008-2010: Bota Patsa (con Iker Galartza).
- 2009-2016: Poxpolo ta konpainia (Poxpolo y compañía).
- 2010-2012: Ate Joka. Con Iker Galartza y Sara Cozar.
- 2011-2013: Hil arte bizi (Vivir hasta morir) con Iker Galartza y Sara Cozar.
- 2017: Ni ala zu (“Tú o yo), monólogo.
- 2017-act.

Gure Zirkua. Circo vasco itinerante.